# Hong Kyŏng-nae

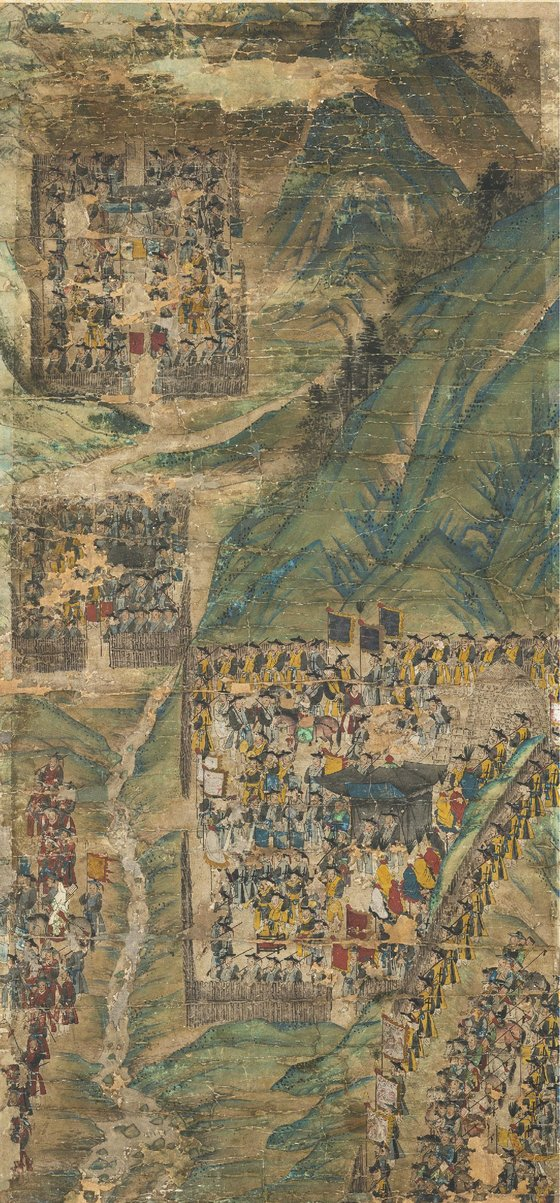
Bataille lors de la révolte menée par Hong Kyŏng-nae.

Hong Kyŏng-nae (hangeul : 홍경래 ; hanja : 洪景來 ; RR : Hong Gyeong-rae) est un brigand coréen de l'ère Joseon, né en 1780 et mort en 1812. Probablement issu d'une famille yangban déchue, il mène une révolte dans la province de Pyongan, tournée contre le pouvoir central en raison du niveau de taxation des paysans. Il meurt lorsque cette révolte est réprimée par le gouvernement.